# Rockabilly
Rockabilly (doslovný překlad z angličtiny: „venkovské houpání“) je jeden z nejstarších stylů rokenrolové hudby, který se začal utvářet začátkem 50. let 20. století.
Pojem samotný představuje slovo složené ze slov rock a hillbilly. Slovo hillbilly má pejorativní význam a označuje obyvatele žijícího na odlehlém místě či v horách na východě Spojených států; zde však odkazuje na country hudbu, ve Spojených státech 40. a 50. let často zvanou hillbilly music. Významný vliv na utváření stylu měla i hudba bluesová, swingová a boogie woogie. Popularita stylu začala v 60. letech upadat, koncem 70. a začátkem 80. let však došlo k jeho renesanci, která do jisté míry přetrvává dodnes.
Pro tento hudební žánr je typický rychlý houpavý rytmus.

## Historie
Známými interprety stylu byli například Bill Haley, Elvis Presley, Jerry Lee Lewis, Carl Perkins, Roy Orbison, Eddie Cochran, Buddy Holly, Gene Vincent, Stray Cats, Brian Setzer, Ricky Nelson či
Johnny Burnette. Styl byl typický pro nahrávky společnosti Sun Records, kterou založil Sam Phillips v Memphisu ve státě Tennessee.

## Hity
1955
- „Thirteen Women (And Only One Man in Town)“ / „(We're Gonna) Rock Around the Clock“ (Decca 29124) – Bill Haley & His Comets; B-side
- „You're Undicided“ – Johnny Burnette Torio ;(1955)
- „Love Me“ – Jimmy Lee Fautheree & Wayne Walker; (Chess, 9 1955)
- „Baby, Let's Play House“ – Elvis Presley; #5 (Sun, 10. 1955)
- „I Forgot To Remember To Forget“ – Elvis Presley; #1 (Sun, 6 1955)

1956
- „Don't be Cruel“ / „Hound Dog“ – Elvis Presley; #1 (RCA, 1956)
- „Heartbreak Hotel“ – Elvis Presley; #1 (RCA, 1956)
- „Blue Suede Shoes“ – Carl Perkins; C&W #1 / Pop #1 / R'n'B #1 (Sun, 1956)
- „See You Later Alligator“ – Bill Haley and His Comets; # (1956)
- „Honky-Tonk Man“ – Johnny Horton; C&W #9 (Columbia, 1956)
- „Will You, Willyum“ – Janis Martin (rockabilly); Pop #35 (RCA, 1956)
- „Boppin' The Blues“ – Carl Perkins; #7 (Sun, 1956)
- „Ooby Dooby“ – Roy Orbison; #59 (Sun, 1956)
- „Be-Bop-A-Lula“ – Gene Vincent; Pop #7 / C&W #5 / R'n'B #8 (Capitol, 1956)
- „The Fool“ – Sanford Clark; C&W #15 / Pop #10 (Dot, 1956)
- „I Gotta Know“ – Wanda Jackson(rockabilly); #15 (Capitol, 1956)
- „Dixiefried“ – Carl Perkins; #10 (Sun, 1956)
- „Race With The Devil“ – Gene Vincent; Pop #96 (Capitol

1957
- „Rock Billy Boogie“ – Johnny Burnette; # (1957)
- „Whole Lot of Shakin' Going On“ – Jerry Lee Lewis; #3 (Sun,1957)
- „Jailhouse Rock“ – Elvis Presley; #1 (RCA, 1957)
- „All Shock Up“ – Elvis Presley; #1 (RCA, 1957)
- „Teddy Bear“ – Elvis Presley; #1 (RCA, 1957)
- „I'm Coming Home“ – Johnny Horton;C&W #11 (Columbia, 1957)
- „Your True Love“ – Carl Perkins; #13 (Sun, 1957)
- „So Long, I'm Gone“ – Warren Smith; #72 (Sun, 1957)
- „Lotta Lovin“ – Gene Vincent; Pop #13 / R'n'B #7 (Capitol, 1957)
- „Wear My Ring“ – Gene Vincent; Pop #13 (Capitol, 1957)
- „Dance To The Bop“ – Gene Vincent; Pop #23 (Capitol, 1957)
- „That'll be the Day“ – Buddy Holly; # (1957)
- „Peggy Sue“ – Buddy Holly; Pop # (1957)
- „Waitin' In School“ – Ricky Nelson; #12 (Imperial)
- „Drive In Show“ – Eddie Cochran; Pop #82 (Liberty, 1957)

1958
- „Great Balls of Fire“ – Jerry Lee Lewis; #2 (Sun,1958)
- „At The Hop“ – Danny & The Juniors
- „Don't“ – Elvis Presley, (RCA)
- „Bop-A-Lena“ – Ronnie Self; Pop #63 (Columbia, 1958)
- „Believe What You Say“ – Ricky Nelson; #10 (Imperial, 1958)
- „Got A Hole In My Bucket“ – Ricky Nelson; #10 (Imperial, 1958)
- „Whole Lotta Woman“ – Marvin Rainwater; C&W #15 / Pop #60 (MGM, 1958)
- „Poor Little Fool“ – Ricky Nelson; #3 (Imperial, 1958)
- „Summertime Blues“ – Eddie Cochran; Pop #8 / R'n'B #11
- „Rumble“ – Link Wray (Cadence, 1958)

1959
- „La Bamba“ – Ritchie Valens; Pop # (1959)
- „Red River Rock“ – Johnny and the Hurricanes; Pop #5 (1959)
- „Luther Played The Boogie“ – Johnny Cash and the Tennessee Two; #8 (Sun, 1959)
- „Tallahassee Lassie“ – Freddy Cannon; Pop #6 (Swan 1959)
- „Sea Cruise“ – Frankie Ford; (1959)
- „Who Shot Sam“ – George „Thumper“ Jones; C&W #7 / Pop #93 (Mercury, 1959)
- „Tomorrow Night“ – Carl Smith; #24 (Columbia, 1959)